# BBL-Pokal 2019/20
Der MagentaSport BBL-Pokal 2019/20 war die elfte Austragung des Pokalwettbewerbs im deutschen Vereinsbasketball der Herren als Ligapokal der ersten Basketball-Bundesliga. Die Organisation dieses Wettbewerbs untersteht dem Ligaverband der Basketball-Bundesliga und dient der Ermittlung des deutschen Pokalsiegers im Vereinsbasketball der Herren.
Es ist die zweite Austragung des Wettbewerbs nach seiner Reform. Als Titelträger ging Brose Bamberg in den Wettbewerb. Alba Berlin gewann im Finale gegen die EWE Baskets Oldenburg und wurde somit zum zehnten Mal deutscher Pokalsieger.

## Modus
Es nehmen die 16 Bundesligisten, die in der Vorsaison den Klassenerhalt geschafft haben, teil. Diese spielen in einem K.-o.-System um den Pokalsieg. Jede Turnierrunde besteht nur aus einem einzigen Spiel, dessen Sieger in die nächste Runde vorrückt. Sowohl das Heimrecht als auch die Begegnungen werden in jeder Runde neu ausgelost.

## Austragung

### Termine
Die Spielrunden werden an folgenden Terminen ausgetragen:
- Achtelfinale: 28., 29. September und 15. Oktober 2019
- Viertelfinale: 14. und 15. Dezember 2019
- Halbfinale: 12. Januar 2020
- Finale: 16. Februar 2020

### Achtelfinale
| Datum      |                                      | Ergebnis |                           |
| ---------- | ------------------------------------ | -------- | ------------------------- |
| 28.09.2019 | Alba Berlin (3)                      | 92 : 81  | (9) s.Oliver Würzburg     |
| 28.09.2019 | ratiopharm Ulm (6)                   | 88 : 71  | (4) SC Rasta Vechta       |
| 28.09.2019 | Mitteldeutscher Basketball Club (15) | 91 : 79  | (12) Medi Bayreuth        |
| 28.09.2019 | MHP Riesen Ludwigsburg (10)          | 87 : 90  | (8) Löwen Braunschweig    |
| 29.09.2019 | Fraport Skyliners (11)               | 74 : 79  | (14) BG Göttingen         |
| 29.09.2019 | Crailsheim Merlins (16)              | 75 : 86  | (2) EWE Baskets Oldenburg |
| 29.09.2010 | Gießen 46ers (13)                    | 66 : 72  | (5) Brose Bamberg         |
| 15.10.2019 | FC Bayern München (1)                | 84 : 85  | (7) Telekom Baskets Bonn  |

### Viertelfinale
| Datum      |                          | Ergebnis |                                      |
| ---------- | ------------------------ | -------- | ------------------------------------ |
| 14.12.2019 | Löwen Braunschweig (8)   | 69 : 80  | (5) Brose Bamberg                    |
| 14.12.2019 | ratiopharm Ulm (6)       | 86 : 80  | (14) BG Göttingen                    |
| 15.12.2019 | Alba Berlin (3)          | 82 : 77  | (15) Mitteldeutscher Basketball Club |
| 15.12.2019 | Telekom Baskets Bonn (7) | 81 : 88  | (2) EWE Baskets Oldenburg            |

### Halbfinale
Die Halbfinalspiele fanden am 12. Januar 2020 statt.
| Datum             |                    | Ergebnis |                           |
| ----------------- | ------------------ | -------- | ------------------------- |
| 12.01.2020, 15:00 | ratiopharm Ulm (6) | 76:84    | (2) EWE Baskets Oldenburg |
| 12.01.2020, 18:00 | Brose Bamberg (5)  | 66:82    | (3) Alba Berlin           |

### Finale
Das Finale fand am 16. Februar 2020 um 20:30 Uhr in Berlin statt. Alba Berlin sicherte sich vor 14.614 Zuschauern mit einem 89:67-Sieg gegen die EWE Baskets aus Oldenburg seinen zehnten Pokalsieg der Vereinsgeschichte.
| Datum             |                 | Ergebnis |                           |
| ----------------- | --------------- | -------- | ------------------------- |
| 16.02.2020, 20:30 | Alba Berlin (3) | 89:67    | (2) EWE Baskets Oldenburg |